# أنتوني فيشر
أنتوني فيشر (بالإنجليزية: Anthony Colin Fisher)‏ هو كاهن كاثوليكي أسترالي، ولد في 10 مارس 1960 في سيدني في أستراليا.